# Allium sewerzowii
Allium sewerzowii — вид рослин з родини амарилісових (Amaryllidaceae); поширений у Казахстані й Киргизстані.

## Опис
Багаторічна рослина. Стебло вузьке, циліндричне, діаметром 48 мм, 40–60 см заввишки, дуже світло-зелене, червоне в основі, матове. Листків 1–2, 10–25 мм завширшки, 20–50 см завдовжки. Суцвіття напівкулясте, багатоквіткове. Листочки оцвітини довжиною 5.5–7 мм і шириною 2 мм, рожеві, жилки червонувато-зелені. Пиляки довгасті, жовто-трояндові.

## Поширення
Поширений у Казахстані й Киргизстані.